# Républicains (Brésil)
Ne doit pas être confondu avec Parti de la République ou Parti républicain progressiste.
Républicains (en portugais : Republicanos), nommé jusqu'en 2019 Parti républicain brésilien (en portugais : Partido Republicano Brasileiro, abrégé en PRB), est un parti politique brésilien fondé en 2005. Il est souvent associé avec l'Église universelle du royaume de Dieu, en raison de la participation de cette dernière dans sa fondation.

## Histoire
Le parti est fondé en août 2005 sous le nom de Parti municipaliste rénovateur par des pasteurs de l'Église universelle du royaume de Dieu.
Peu après sa fondation, le vice-président catholique José Alencar Gomes da Silva, alors président honoraire du Parti libéral, devient membre du parti.
En mars 2006, le parti est renommé Parti républicain brésilien.
Le Parti républicain brésilien combat d'abord le président Luiz Inácio Lula da Silva, puis se rallie à lui après sa réélection en 2006. En 2010, le PRB maintient son soutien à la coalition de centre gauche conduite par le Parti des travailleurs. Lors des élections parlementaires, il progresse très sensiblement à la Chambre des députés où il obtient huit sièges contre un seul précédemment, tout en perdant un siège au Sénat (un contre deux).
Les députés issus du PRB votent en faveur de la destitution de la présidente Dilma Rousseff en 2016, bien qu'ils fussent censés appartenir à sa majorité. Ils soutiennent ensuite le gouvernement de Michel Temer.
Le parti dispose du soutien du groupe Record, très présent dans les médias.
Lors de l'élection présidentielle de 2018, le Parti républicain brésilien apporte son soutien au candidat du Parti de la social-démocratie brésilienne, Geraldo Alckmin. Il soutient ensuite le président Jair Bolsonaro.
Le PRB compte trente-deux députés à l'issue des élections législatives de 2018, et dispose ainsi du huitième groupe parlementaire. Son président, Marcos Pereira, est aussi vice-président de la Chambre des députés. Le parti dirige également Rio de Janeiro depuis 2016, sous la houlette de Marcelo Crivella. En 2020, deux des fils de Jair Bolsonaro, Flavio (sénateur) et Carlos (conseiller municipal de Rio de Janeiro), et son ancienne épouse, Rogéria Braga, rejoignent le parti.
Courant 2022, des personnalités politiques connues pour être des proches de Jair Bolsonaro ou soutenir sa politique adhèrent à ce parti en vue des élections générales qui se tiennent en octobre. Ainsi, Tarcísio de Freitas (ministre des transports) se fait élire gouverneur de l'état de l'État de São Paulo. Hamilton Mourão (militaire de carrière et vice-président) et sa colistière Lyziane Bayer sont élus sénateur et sénatrice suppléante de l'état de Rio Grande do Sul.

## Statistiques
En 2022, il avait 495,136 membres.
En 2012, 80% des membres étaient catholiques, 20% évangéliques, dont 6 de l’Église universelle.